# René-Joseph Bertin
Pour les articles homonymes, voir Bertin.
René-Joseph-Hyacinthe Bertin, né le 11 avril 1757 à Gahard (Ille-et-Vilaine) et mort le 15 août 1828 (ou 1827) à Fougères, est un anatomiste et cardiologue français, professeur d'hygiène à la faculté de médecine de Paris. Il est l'un des pionniers dans la recherche en cardiologie.

## Biographie
Fils de l'anatomiste Exupère Joseph Bertin, il commence ses études à Rennes avant de les poursuivre en médecine à Paris. Il est ensuite reçu docteur en médecine à Montpellier en 1791 et rentre directement dans le service médical des armées.
En 1798, il est envoyé à Plymouth en tant qu'inspecteur général du service de santé des prisonniers français. Des années plus tard, en 1807, il fait les campagnes de Prusse et de Pologne.
Il continue sa carrière à Paris où il devient médecin en chef de l'hôpital Cochin, avant d'être nommé par son ancien confrère devenu ministre de l'intérieur, Jacques-Joseph Corbière, en 1822 à chaire d'hygiène, après la mort de Hallé. Il obtient ainsi le titre de professeur d'hygiène à la faculté de médecine de Paris.
Il se spécialise dans l'anatomo-pathologie du cœur.
Il fut membre de l'Académie de médecine entre 1820 et 1827.

## Distinctions
- Chevalier de la Légion d'honneur

## Œuvres et publications

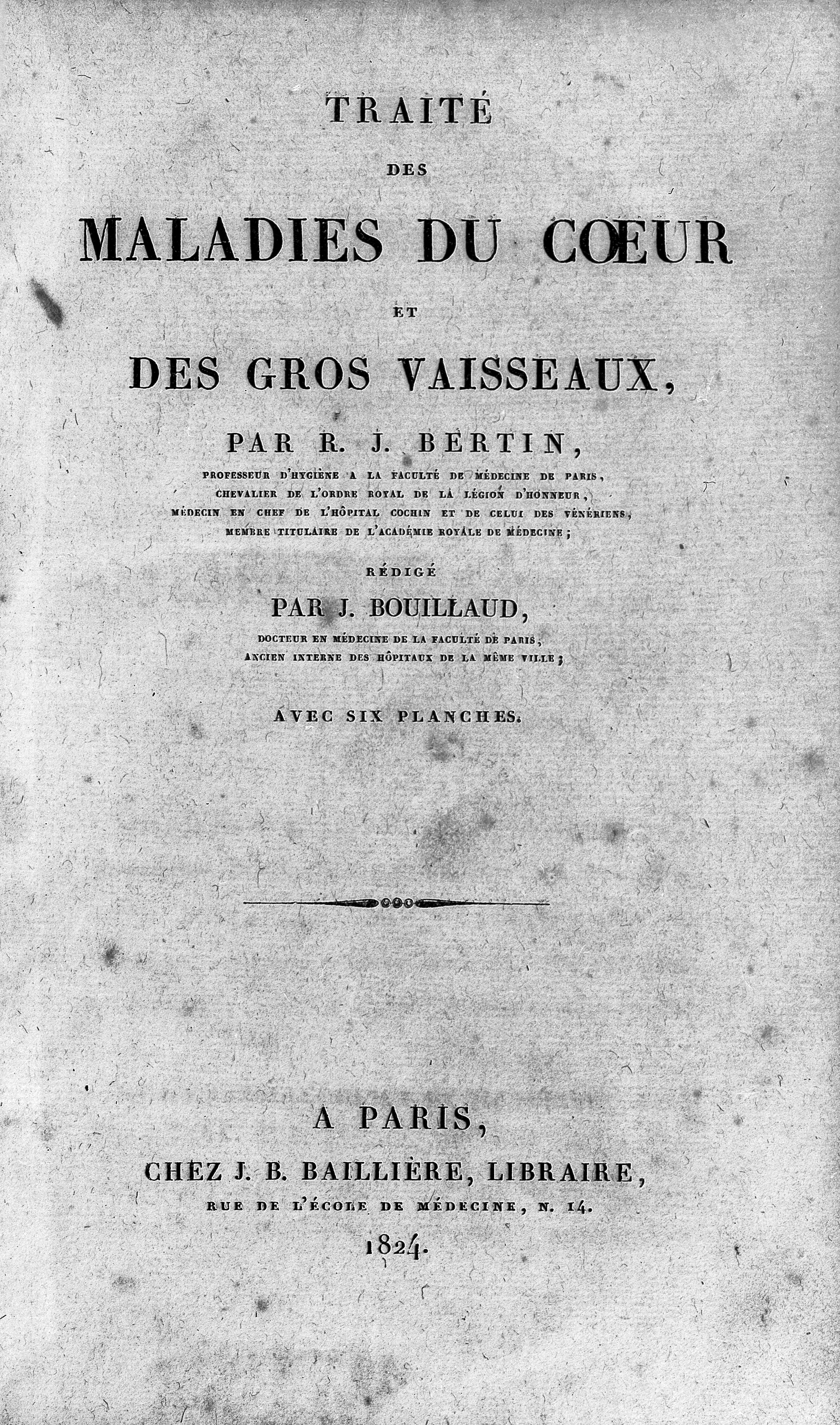
Ouvrage publié par R-J. Bertin

Son ouvrage traite de sujets tels que l'auscultation, des malformations valvulaires et l'hypertrophie du cœur, de l'hypertension artérielle et du rétrécissement aortique. Son élève Jean-Baptiste Bouillaud a collaboré dans la rédaction de ces recherches médicales dans la publication du "Traité des Maladies du Cœur et des Gros Vaisseaux".
Le docteur Bertin est à l'origine de l'appellation  des trois types d'hypertrophie cardiaque : « excentrique », « concentrique » et « simple ».
- Mémoire sur les maladies de la Guadeloupe, et ce qui peut y avoir rapport, éditions J. Bernard, Paris, 1778.
- Quelques observations critiques, philosophiques et médicales sur l'Angleterre, les Anglais et les Français détenus dans les prisons de Plymouth, éditions Théophile Barrois, Paris, 1800.
- Traité des maladies du cœur et des gros vaisseaux, Paris, J. B. Baillière, 1824. — Sous sa signature, mais rédigé par Jean-Baptiste Bouillaud

En collaboration
- avec Melchior Adam Weikard, Joseph Frank, "Doctrine médicale simplifiée, ou Éclaircissement et confirmation du nouveau système de médecine de Brown", éditions Théophile Barrois, Paris, 1798.
- avec Jean-Baptiste Bouillaud, "Traité des maladies du cœur et des gros vaisseaux", éditions Baillière, Paris, 1824.